# 77 (nombre)
« Soixante-dix-sept » et « septante-sept » redirigent ici. Pour l'année, voir 77.
Le nombre 77 (septante-sept ou soixante-dix-sept) est l'entier naturel qui suit 76 et qui précède 78.Le code ASCII de 77 est la lettre M.

## En mathématiques
Le nombre 77 est :
- un nombre semi-premier et entier de Blum, 77 = 7 × 11,
- un nombre composé brésilien car 77 = 7710,
- le deuxième nombre uniforme de la classe U7,
- la somme de trois carrés consécutifs : 42 + 52 + 62,
- la somme des huit premiers nombres premiers : 2 + 3 + 5 + 7 + 11 + 13 + 17 + 19.

## Dans d'autres domaines
Le nombre 77 est aussi :
- le numéro atomique de l'iridium,
- le numéro de la sourate Al-Mursalat dans le Coran,
- pendant la Seconde Guerre mondiale en Suède à la frontière avec la Norvège, « 77 » était utilisé comme un shibboleth (mot de passe), parce que la prononciation délicate en suédois rendait facile la détermination de l'origine du locuteur (Suédois, Norvégien ou Allemand),
- le n° du département français de la Seine-et-Marne,
- le « Groupe des 77 » aux Nations unies est une coalition de pays en développement, conçue pour promouvoir les intérêts économiques collectifs de ses membres et créer une capacité de négociation accrue aux Nations unies,
- dans le Centre Pompidou-Metz, une tour hexagonale a une hauteur de 77 mètres en référence à l'année d'ouverture du Centre Pompidou à Paris en 1977[1].

## Note et référence
1. ↑  Pauline Guelaud, « Une nouvelle institution culturelle européenne », La Revue des Musées de France, Revue du Louvre, n° 3, juin 2010, p. 25.